# Georges Favey
Georges Favey, né le 24 septembre 1847 à Pompaples et mort le 26 mai 1919 à Lausanne, est un avocat et enseignant vaudois.

## Biographie
Georges-Henri Favey obtient sa licence en droit à Lausanne en 1870 et son brevet d'avocat en 1877.
Attaché, puis secrétaire, et enfin conseiller juridique de la Légation suisse à Paris (1872-1874), il est procureur de la République (Lausanne-Echallens-Yverdon-Grandson) de 1874 à 1886, avocat à Lausanne de 1877 à 1901, juge d'instruction fédéral entre 1880 et 1900, juge au TF de 1901 à 1919, et président du Tribunal fédéral pour de 1913 à 1914.
À l'Université de Lausanne, il est privat-docent (1878-1890), professeur ordinaire de droit pénal (1890-1901), puis chargé de cours de droit diplomatique (1901-1919). Il s'engage, aux côtés d'Eugène Rambert et d'autres collègues professeurs en faveur de la création d'une université vaudoise et pour l'affectation du legs de Gabriel de Rumine à la construction de bâtiments universitaires, Avis de quelques citoyens.
Membre de différentes associations, notamment des Belles-Lettres de Lausanne et Neuchâtel, de la Société d'histoire de la Suisse romande, de la Société d'histoire et d'archéologie du canton de Vaud (membre fondateur), de la Société suisse des juristes. Il collabore à diverses revues, comme le Journal des Tribunaux vaudois, la Revue d'histoire suisse, etc. Il est également collaborateur au Dictionnaire historique, géographique et statistiques du canton de Vaud.

## Sources
- « Georges Favey », sur la base de données des personnalités vaudoises sur la plateforme « Patrinum » de la Bibliothèque cantonale et universitaire de Lausanne.
- sites et références mentionnés
- Olivier Meuwly, « Georges Favey » dans le Dictionnaire historique de la Suisse en ligne.
- Olivier Robert, Francesco Panese, Dictionnaire des professeurs de l'Université de Lausanne dès 1890, Lausanne, 2000
- Livre d'or du 150e anniversaire de Belles-Lettres, p. 324